# Перелік брендів швацьких машин

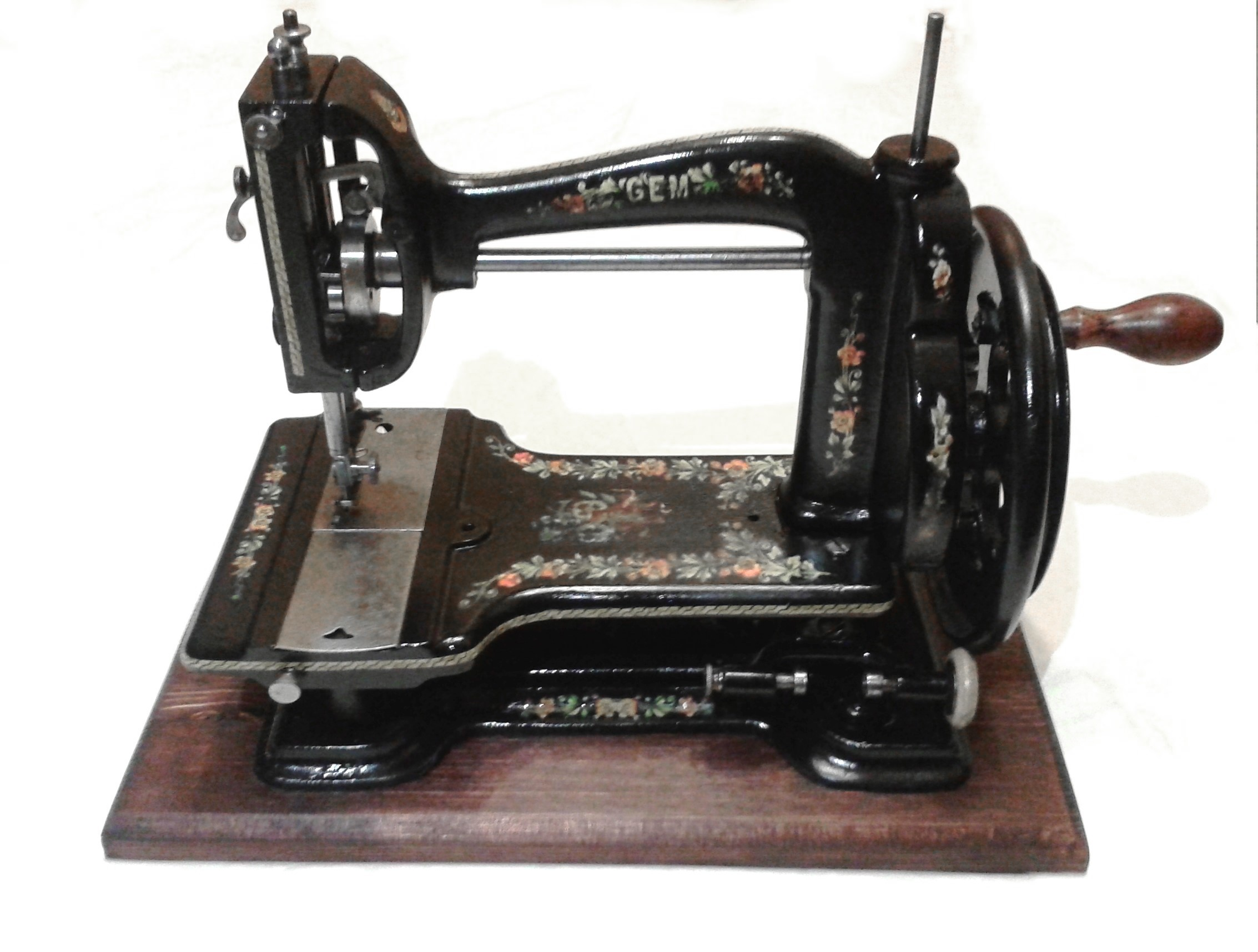
Рідкісна швацька машина марки Gem, вироблена, вже не діючою компанією "White Sewing machine", близько 1887 року

Це перелік відомих брендів та компаній виробників швацьких машин. Швацька машина - це машина, яка використовується для зшивання тканини та інших матеріалів ниткою  разом.  Швацькі машини були винайдені під час першої промислової революції для зменшення кількості ручних швацьких робіт, що виконувалися в швацьких компаніях. 
Основними виробниками для домашнього використання є Baby Lock, Bernina (bernette),  Brother, Janome ( Elna ), Juki, SVP Worldwide ( Singer, Husqvarna Viking, Pfaff ) та Aisin Seiki -  компанія Toyota Group . 

## Активні бренди та компанії швацьких машин

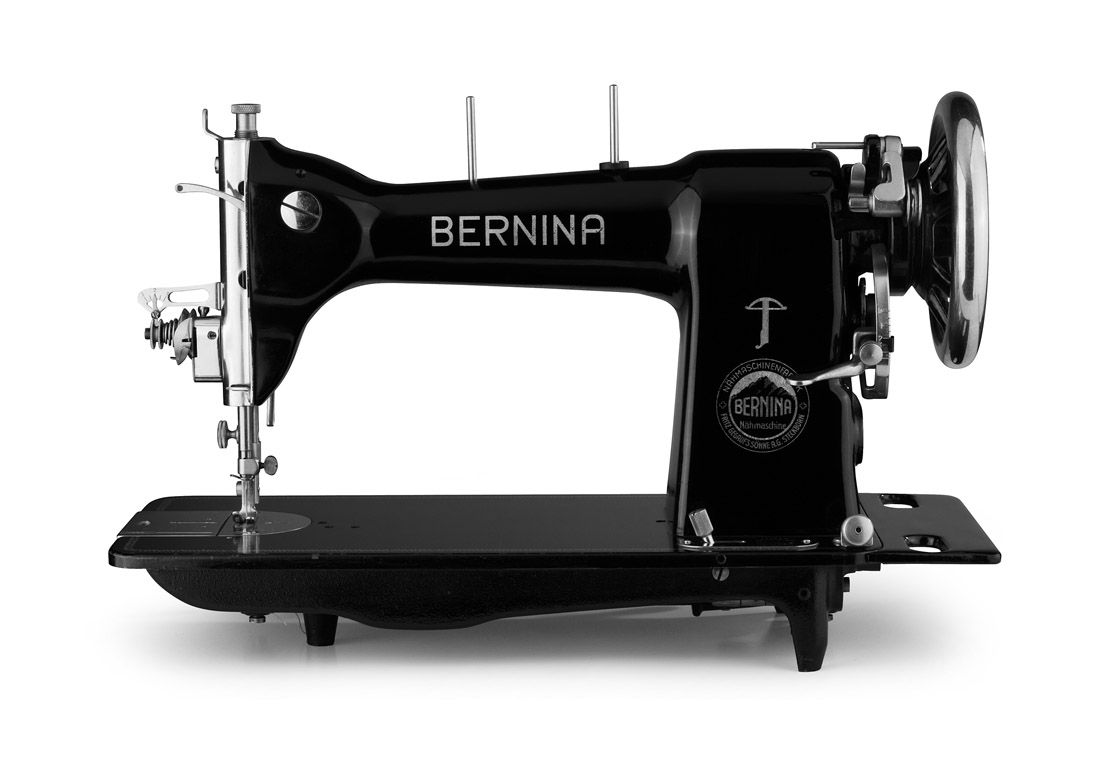
Модель 105 Bernina International стала першою швацькою машиною компанії і випускалася з 1932 по 1945 рік.

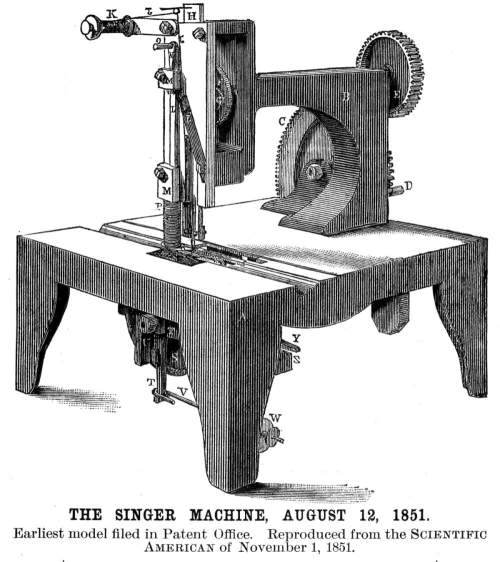
1851 Singer швацька машина

- Bernina - приватний міжнародний виробник швацьких та вишивальних систем. Компанія була заснована в 1893 році в Стекборні, Швейцарія, швейцарським винахідником Фріцем Гегауфом . 
  - Bernette [3] - марка текстильної групи BERNINA.
  - Veritas
- Brother - компанія швацьких машин в Японії. У 1908 році в Нагої була створена компанія "швацькі машинки Yasui" для послуг з ремонту швацьких машин, попередник BROTHER INDUSTRIES LTD. Перший товар, проданий під брендом Brother, був випущений в 1928 році, призначений для виготовлення солом’яних шапок. Успіх у серійному виробництві домашніх швацьких машин прийшов у 1932 році. У 2015 році була запущена перша в світі електронна система подавання S-7300A NEXIO [5]. Brother Industries також розробляє та продає принтери для одягу (принтери, що використовуються для друку одягу та тканин).
- Feiyue Group
- Janome 
  - Elna - швейцарська компанія, яка масово виробляє швацькі машини. [6] [7] [8] [9] Elna почала свою діяльність в 1940-х роках.  В кінці 1940-х і 1950-х років в США з'явився підвищений попит на швацькі машини, і в США імпортували машини Elna, а також інші швацькі машини від компаній Німеччини, Італії, Швейцарії та Швеції. [10]
- Juki
- Компанія Merrow Sewing Company
- PFAFF Industrial
- SVP Worldwide - приватна компанія, яка проектує, виготовляє та розповсюджує швацькі машини та аксесуари для споживачів по всьому світу під такими брендами: 
  - Singer - американський виробник швацьких машин, вперше створений як IM Singer & Co. в 1851 році Айзеком Мерріттом Зінґер з нью-йоркським юристом Едвардом Кларком .
  - VSM Group - (Швацькі Машини Viking), раніше називалась Швацькі Машини Husqvarna
  - PFAFF Household
- Корпорація Tacony - Baby Lock, бренд Tacony.
- Toyota [4] - Aisin Seiki
- Union Special - американська компанія промислових швацьких машин, що базується в Гантлі, штат Іллінойс [11]

## Дивитися також
- Словник швацьких термінів
- Список швацьких швів
- Бартелемі Тімоньє - французький винахідник, якому приписують винахід першої швацької машини, що повторювала шиття вручну
- Айзек Зінґер